# Martin M-130
Martin M-130 là một loại tàu bay thương mại, do hãng Glenn L. Martin Company ở Baltimore, Maryland thiết kế chế tạo vào năm 1935 cho hãng hàng không Pan American Airways. Chỉ có 3 chiếc M-130 được chế tạo.

## Tính năng kỹ chiến thuật (Martin M-130)
Đặc điểm tổng quát
- Kíp lái: 6-9
- Sức chứa: 36 hành khách khi bay ngày, 18 hành khách khi bay đêm
- Chiều dài: 90 ft 10 ½ in (27,7 m)
- Sải cánh: 130 ft (39,7 m)
- Chiều cao: 24 ft 7 in (7,5 m)
- Trọng lượng cất cánh tối đa: 52.252 lb (23.701 kg)
- Động cơ: 4 × Pratt & Whitney R-1830-S2A5G Twin Wasp, 830 hp (708 kW) sau tăng lên 950 hp với cánh quạt hydromatic mỗi chiếc

 Hiệu suất bay 
- Vận tốc cực đại: 180 mph (290 km/h)
- Vận tốc hành trình: 130 mph (209 km/h)
- Tầm bay: 3.200 mi (5.150 km)
- Trần bay: 10.000 ft (3.048 m)